# Stary Cmentarz Żydowski we Wrocławiu

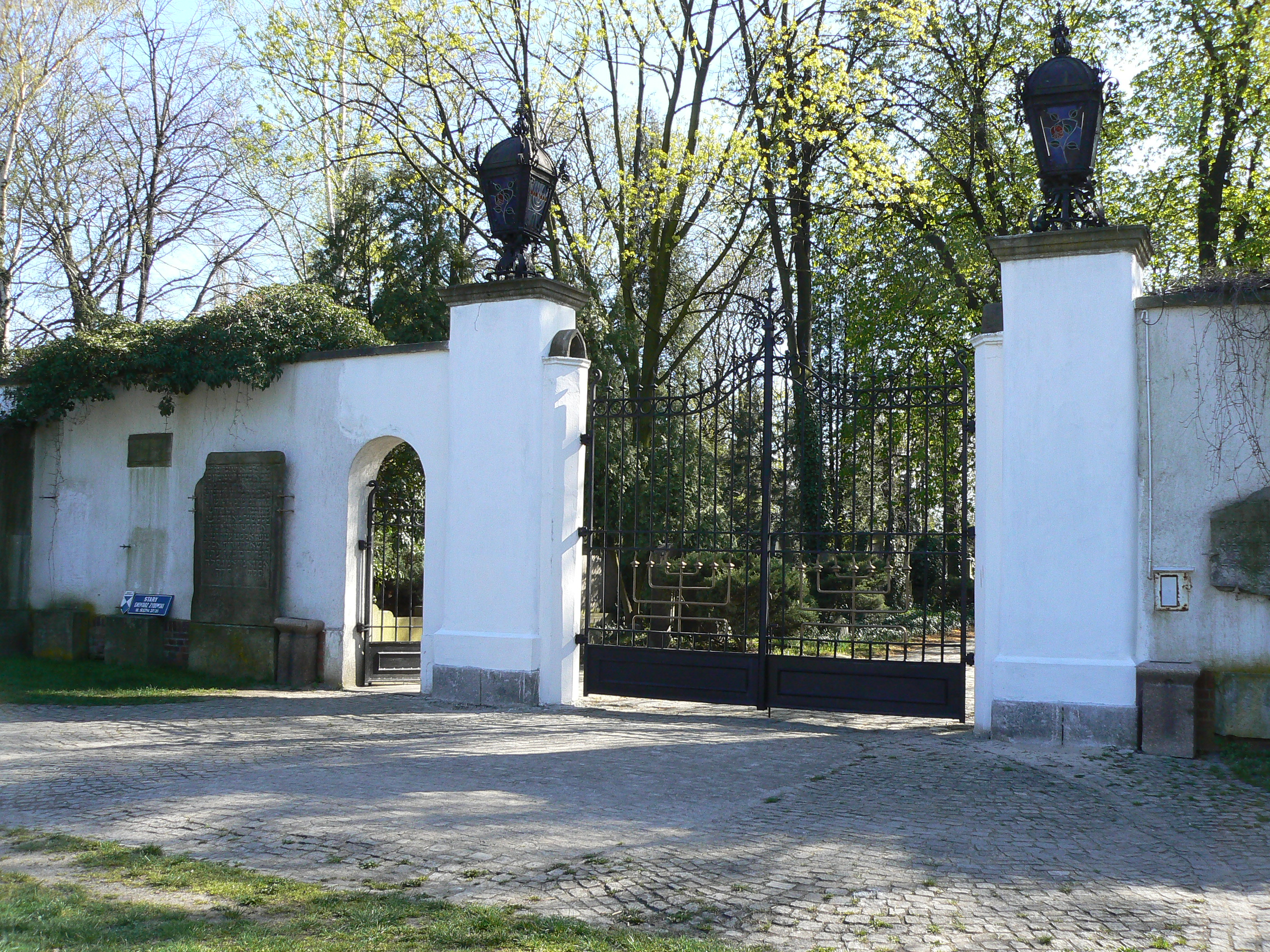
Brama cmentarna w 2007

Stary cmentarz żydowski we Wrocławiu – kirkut znajdujący się przy ulicy Ślężnej we Wrocławiu, stanowi obecnie Muzeum Sztuki Cmentarnej, które jest oddziałem Muzeum Miejskiego Wrocławia. Jego łączna powierzchnia to 4,6 ha, znajduje się na nim około 12 tysięcy nagrobków. Znajdują się tutaj groby Żydów przybyłych z odległych stron, m.in. z Gdańska, Warszawy, Bonn, Hamburga czy Bostonu. Nekropolia jest miejscem szczególnie ważnym dla historyków, jako miejsce pochówku wielu znanych osób nie tylko z Wrocławia, ale i z Europy.
Cmentarz wyraźnie odróżnia się od kirkutów Europy Wschodniej, z różnorodnymi formami sztuki nagrobnej, rozbudowaną symboliką, bogato zdobionymi macewami oraz budowlami. Niektóre z nich wzorowane są na stylu mauretańskim lub egipskim.
Cmentarz można zwiedzać codziennie w godzinach 09:00 - 16:00 w okresie zimowym (XI - III), 09:00 - 18:00 w okresie letnim (IV - X), wstęp bezpłatny w czwartki.

## Historia

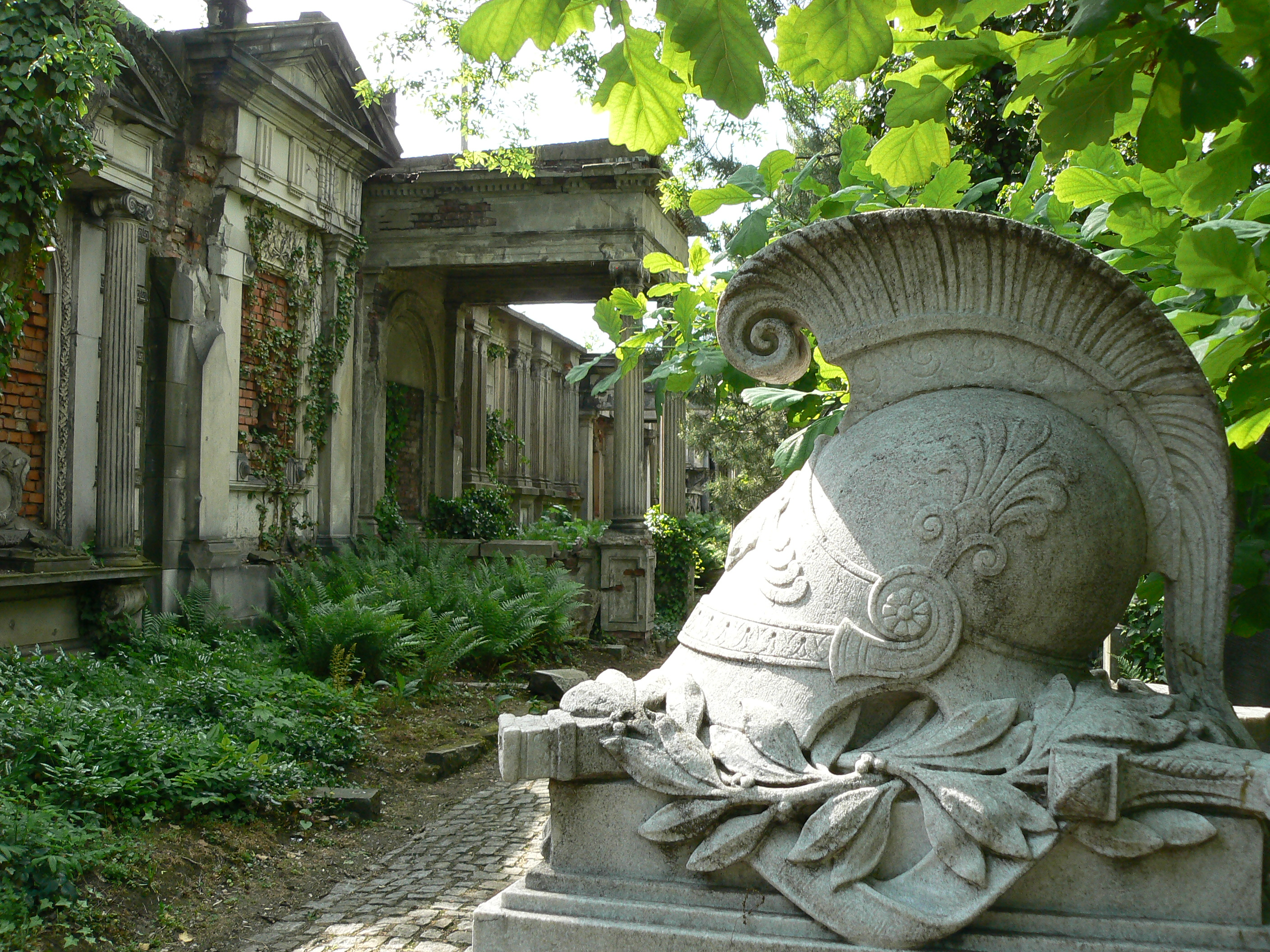
Oryginalne rzeźby na nagrobkach

Początki historii cmentarza sięgają 1856 roku. Wówczas to w celu stworzenia nowego miejsca pochówku wrocławska gmina żydowska zaczęła nabywać działki we wsi Gabitz (Gajowice) przy Lohestrasse (obecnie ul. Ślężna). Zakupiony teren został otoczony murem, uporządkowany, następnie wyznaczono na nim alejki. Jego powierzchnia wynosiła wtedy około 3 ha. Kilka lat później obszar ten został powiększony. Jego łączna powierzchnia wynosi od tamtej pory 4,6 ha.
W początkowej fazie istnienia cmentarza wzniesiono dom przedpogrzebowy oraz mieszkanie inspektora cmentarza. Budynki te jednak, przede wszystkim ze względu na zły stan oraz możliwość pomieszczenia niewielkiej liczby osób, zostały zastąpione w 1912 roku nowymi. Autorami projektu byli bracia: Paul i Richard Ehrlich. Wzniesiono wówczas dwupiętrowy dom zarządu cmentarza, w którym znajdowały się mieszkania inspektora oraz grabarza, biuro i kwiaciarnia, oraz kaplica i latarnia, które zostały postawione przy bramie wejściowej do nekropolii.
Pierwszy oficjalny pochówek odbył się 17 listopada 1856. Był to pogrzeb kupca – Lobela Sterna. Ziemia cmentarna została wówczas pobłogosławiona przez rabina Abrahama Geigera. Można tu znaleźć jednak nagrobki o wiele starsze, bo pochodzące z cmentarzy żydowskich istniejących w średniowieczu. Nagrobki były odkrywane na przełomie poprzednich stuleci w różnych miejscach miasta i następnie przenoszone do centralnego lapidarium. Najstarszy z nich ma wyrytą datę 4 sierpnia 1203 i wzniesiony został Dawidowi, kantorowi „o głosie miłym”.
Wraz z nadejściem II wojny światowej pogrzeby na cmentarzu zaczęły powoli ustawać, a w 1943 został on całkowicie zamknięty. Na niektórych macewach znajdują się ślady po kulach, jest to związane z faktem, iż cmentarz był terenem działań zbrojnych w czasie walk o miasto w 1945.
Nekropolia 24 maja 1975 została wpisana do rejestru zabytków. Niedługo po tym fakcie zaczęły się prace nad odnową otaczającego ją muru, konserwacją nagrobków i alejek. Od 1988 roku możemy odwiedzać to miejsce jako Muzeum Architektury Cmentarnej. Obecnie stanowi ono Muzeum Sztuki Cmentarnej i jest oddziałem Muzeum Miejskiego Wrocławia.

## Położenie
Cmentarz znajduje się w narożniku ulic Ślężnej i Sztabowej, na osiedlu Powstańców Śląskich. Otoczony jest wysokim białym murem. Wejście do cmentarza znajduje się od strony Zaułka Ferdynanda Lassalle.
Dojazd do cmentarza zapewniają linie tramwajowe nr 9 i 15,  przystanek: „Uniwersytet Ekonomiczny” oraz linie autobusowe 133 i 134 – przystanek „Uniwersytet Ekonomiczny”.

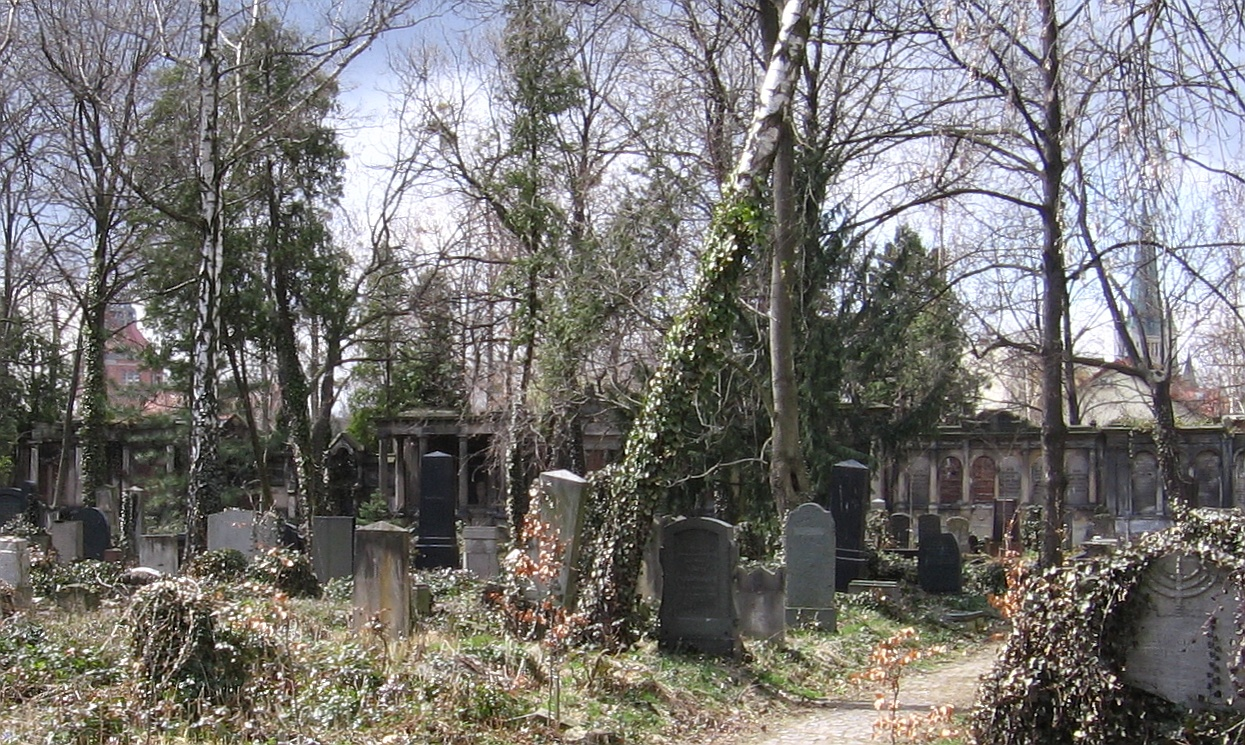
Jeden z kwartałów cmentarza; w tle: po lewej wieża ciśnień przy al. Wiśniowej, po prawej kościół św. Augustyna przy ul. Sudeckiej i Sztabowej

## Nagrobki sławnych osób i symbolika

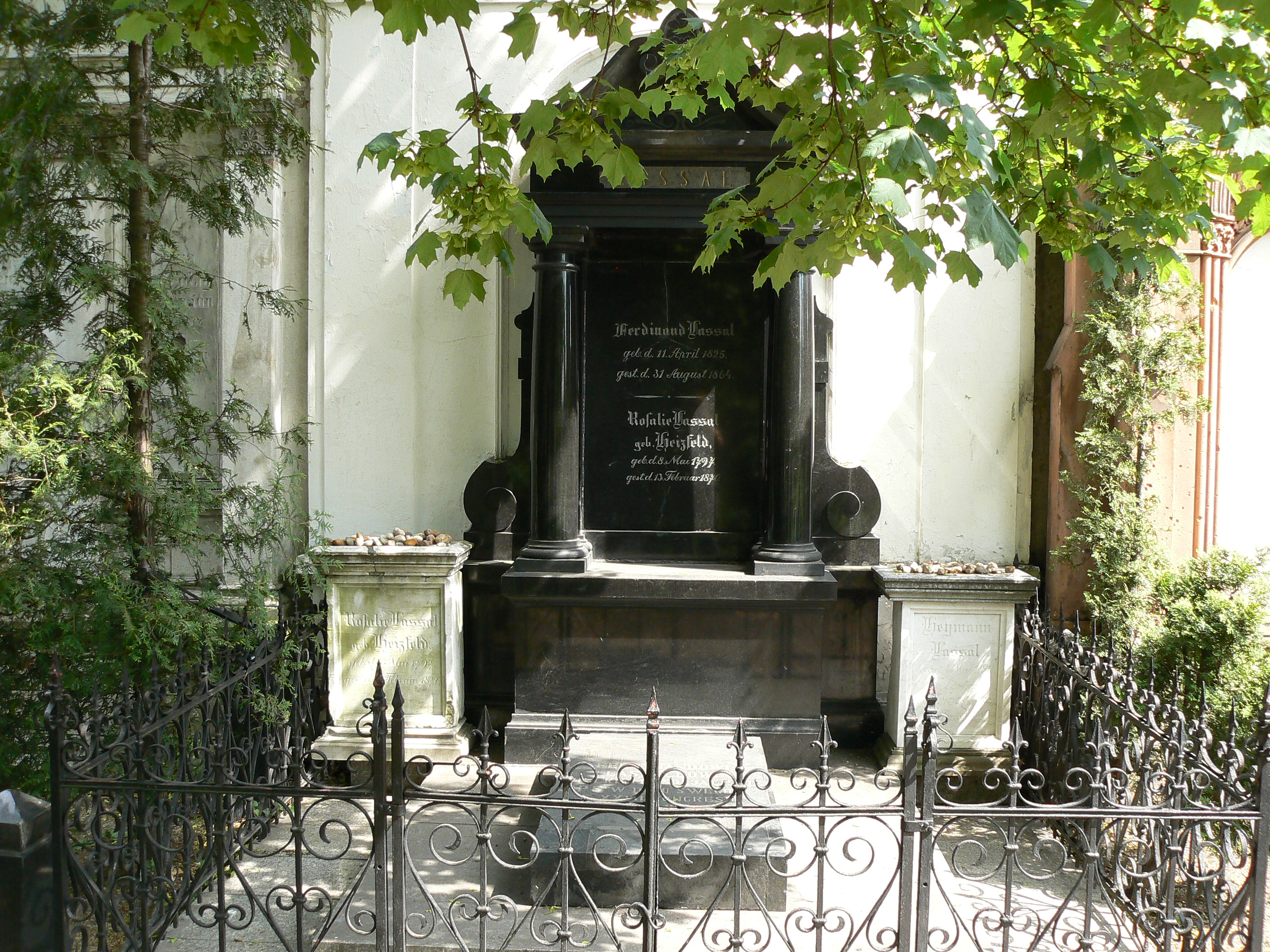
Nagrobek Ferdinanda Lassalle – twórcy pierwszej partii robotniczej w Niemczech

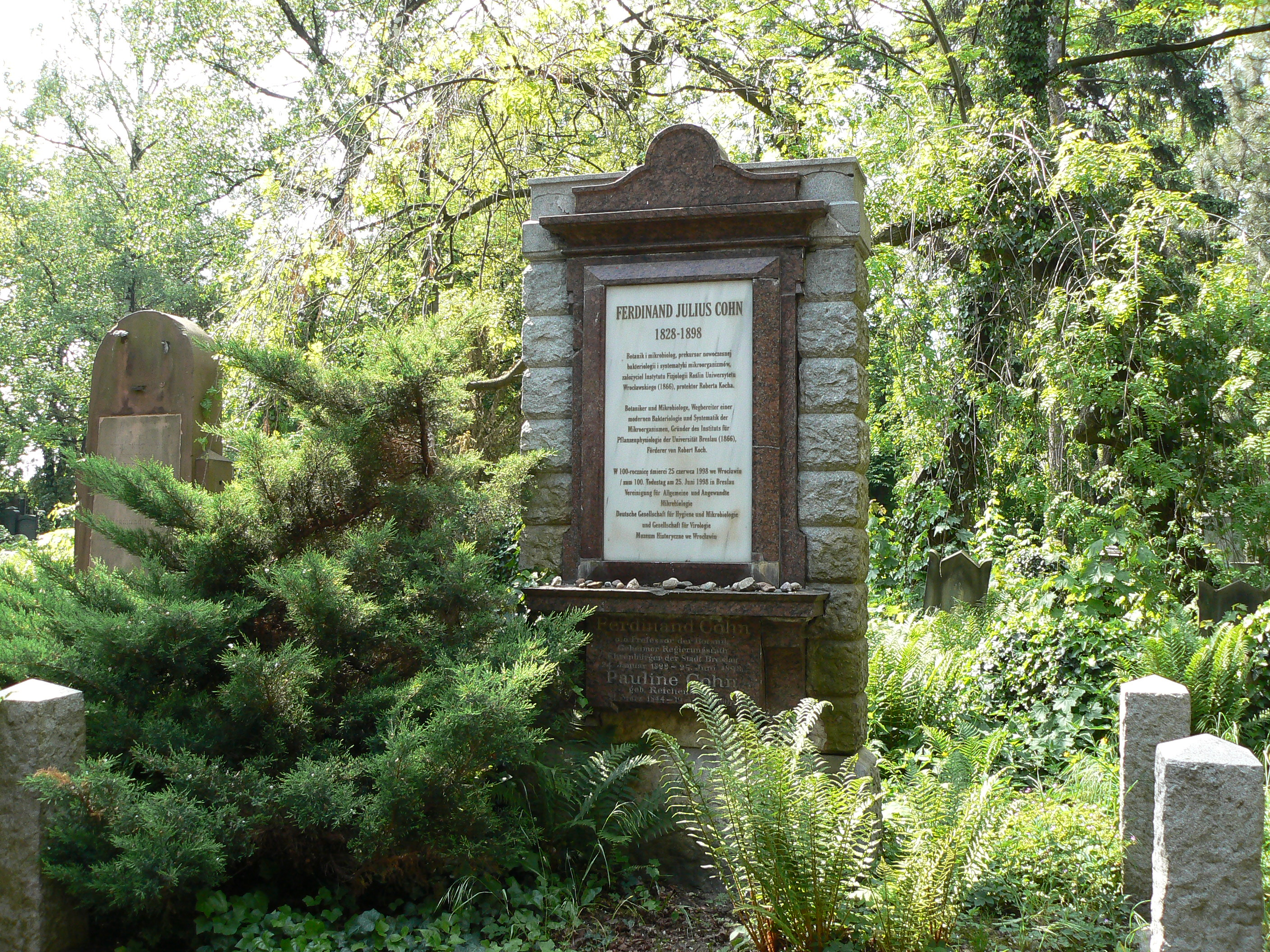
Nagrobek Ferdinanda Juliusa Cohna – botanika

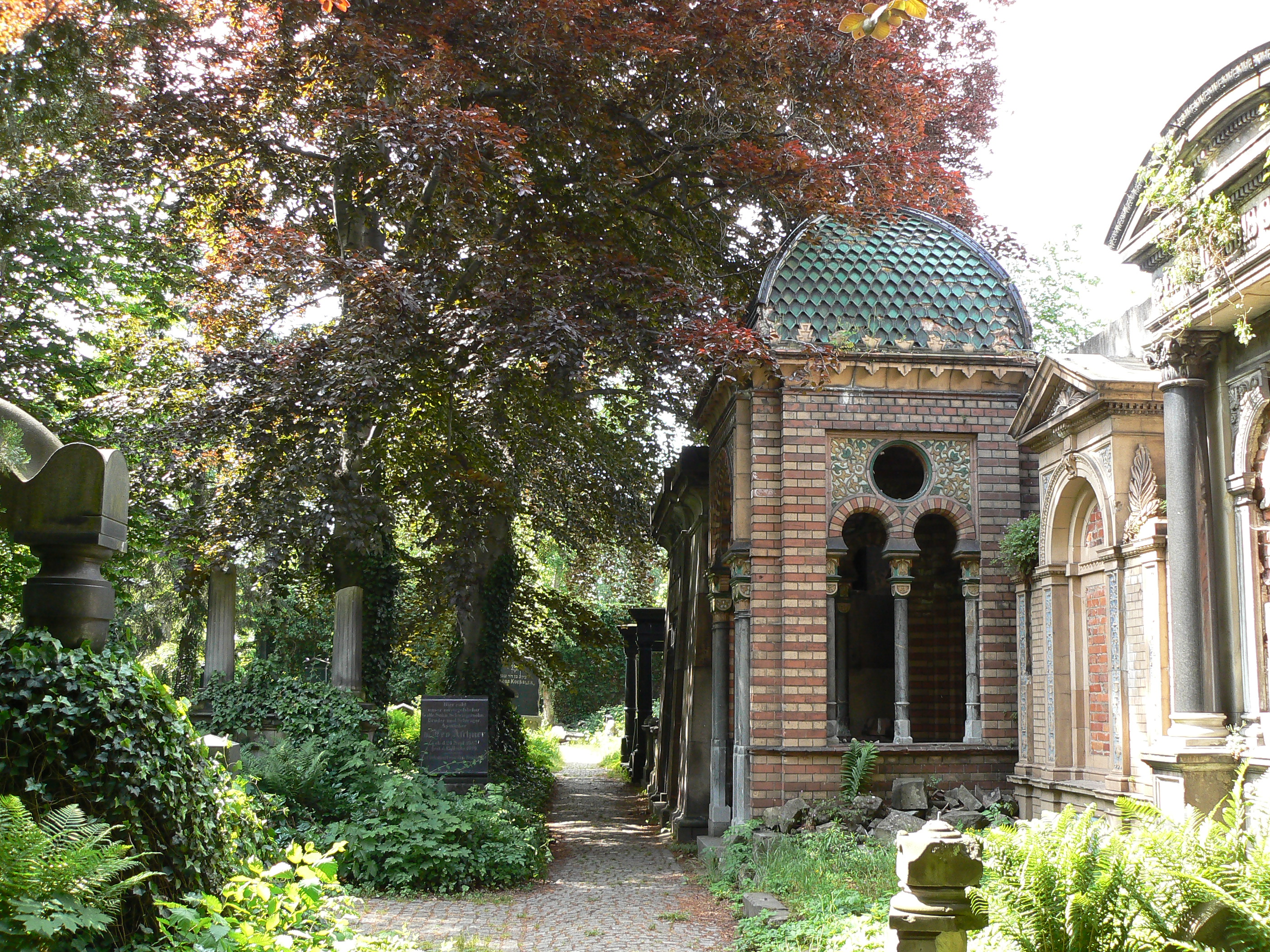
Grobowiec rodziny Kauffmannów, gdzie jest pochowany m.in. Max Kauffmann – przemysłowiec

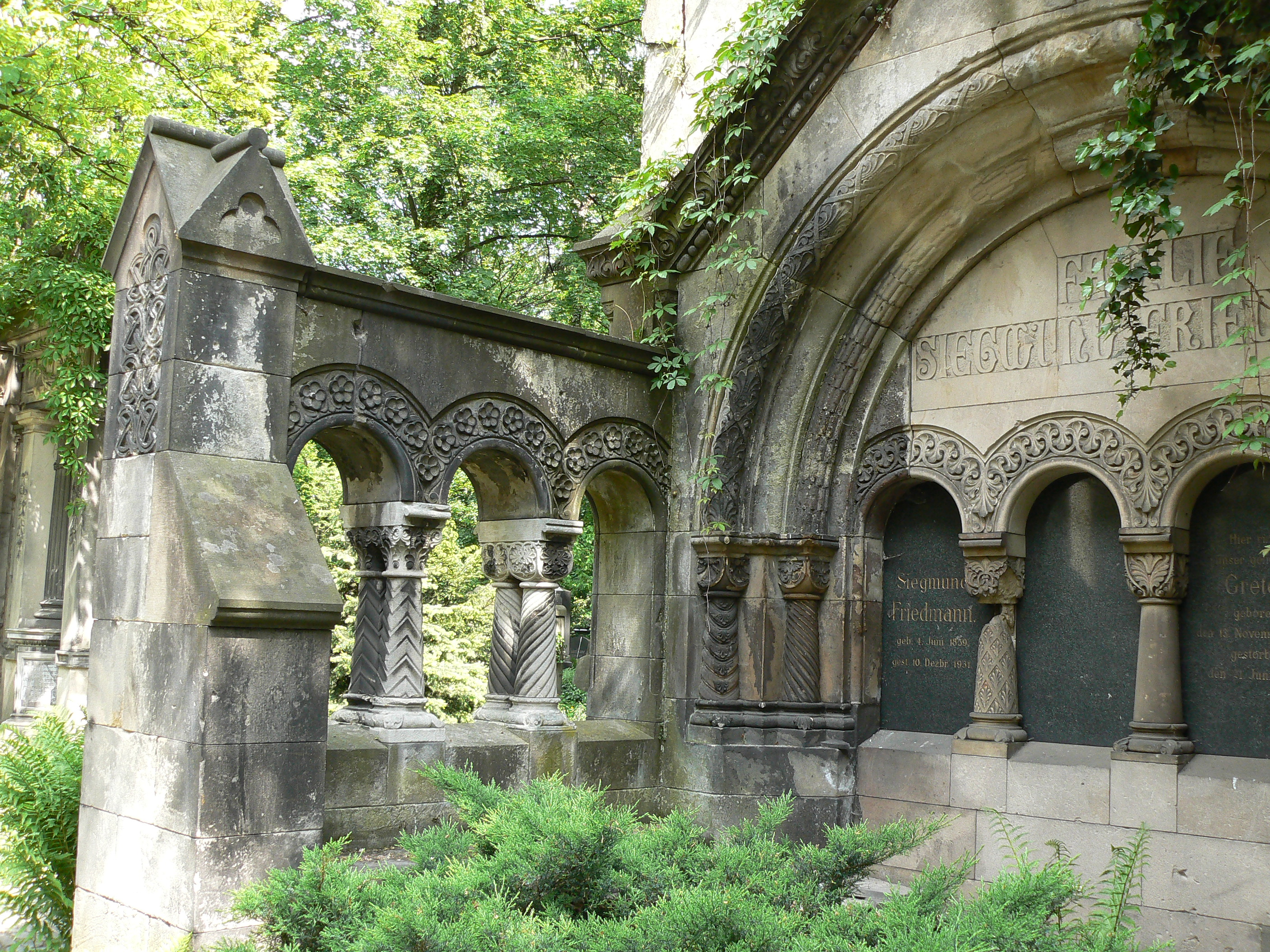
Zdobienia na grobowcu Friedmannów

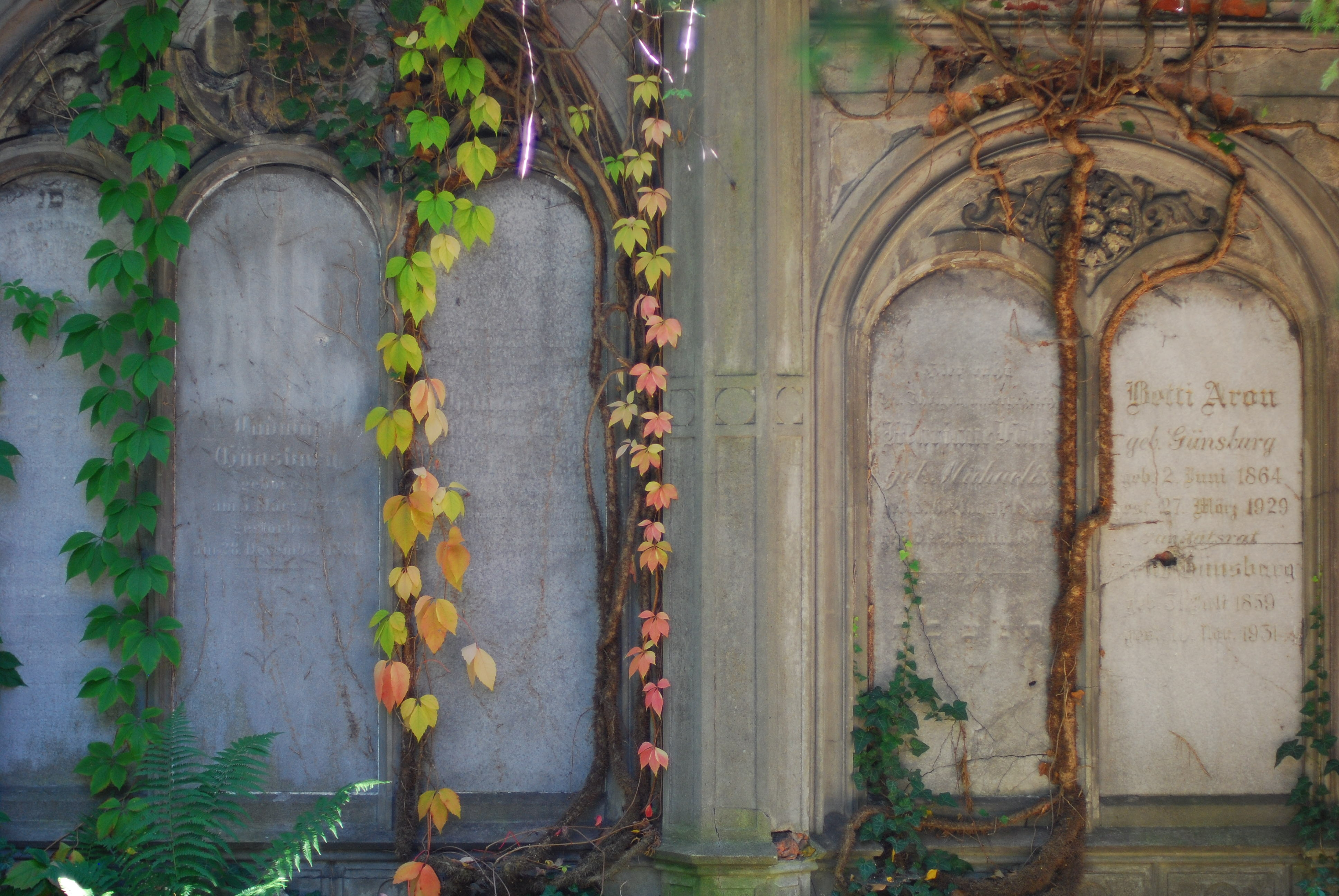
Dwie rodzinne płyty nagrobne

### Pochowani
Cmentarz stanowi miejsce spoczynku dla wielu sławnych ludzi nie tylko z Wrocławia. Do najsłynniejszych pochowanych osób należą m.in.:
- Ferdinand Lassalle (1825–1864) – uczestnik Wiosny Ludów, założyciel i przywódca pierwszej partii robotniczej w Niemczech,
- Gedalje Tiktin (1810–1886) – rabin gminy wrocławskiej, syn Salomona i wnuk Abrahama, sławnych wrocławskich rabinów; od 1854 roku pierwszy Królewski Rabin Krajowy dla Śląska,
- Ferdinand Julius Cohn (1828–1889) – botanik, pierwszy zaliczył bakterie do królestwa roślin, współpracował z Robertem Kochem w badaniach nad wąglikiem i szczepionkami przeciw tej chorobie,
- Heinrich Graetz (1817–1891) – twórca szkoły historycznej, autor pierwszej syntetycznej historii Żydów od czasów biblijnych do XIX wieku, wykładowca Żydowskiego Seminarium Teologicznego i Uniwersytetu,
- Louis Galewsky (1819–1895) – założyciel wytwórni wódek i likierów, produkującej m.in. popularny trunek o nazwie „Breslauer Dom” („Wrocławska Katedra”),
- Friederike Kempner (1828–1904) – pisarka, zwana „śląskim łabędziem” lub „żydowskim słowikiem” ze względu na niezwykły komizm, jakim posługiwała się w liryce; walczyła o prawa człowieka i obywatela,
- Clara Sachs (1862–1921) – malarka, impresjonistka,
- Auguste i Siegfried Stein (1849–1936 i 1844–1893) – rodzice Edyty Stein – żydówki wrocławskiej, która przyjęła katolicyzm i jako siostra Teresa Benedykta od Krzyża została zamordowana w Auschwitz; od 1987 błogosławiona, od 1998 święta Kościoła Rzymskokatolickiego.

ponadto:
- Sigismund Asch (1825–1901) – lekarz, radny miejski Wrocławia
- Leopold Auerbach (1828–1897) – lekarz, biolog, profesor Uniwersytetu Wrocławskiego,
- Oscar Berger (1844–1885) – lekarz, profesor Uniwersytetu Wrocławskiego,
- Marcus Brann (1849–1920) – historyk, wykładowca Żydowskiego Seminarium Teologicznego we Wrocławiu,
- Eduard Bielschowsky (1830–1906) – wrocławski kupiec, właściciel jednego z największych domów towarowych we Wrocławiu,
- Julius Bruck (1840–1902) – lekarz stomatolog, profesor Uniwersytetu Wrocławskiego,
- Moritz Isaak Caro (1792–1860) – przemysłowiec i filantrop,
- Robert Caro (1819–1875) – syn Moritza Isaaka, przemysłowiec,
- Hermann Cohn (1838–1906) – lekarz, ojciec pisarza E. Ludwiga,
- Moritz Deutsch  (1818–1892) – wieloletni kantor wrocławskiej synagogi,
- Daniel Fränkel (1821–1890) – rabin we Wrocławiu, Rybniku i Frankfurcie nad Odrą, wykładowca Żydowskiego Seminarium Teologicznego we Wrocławiu,
- Ernst Fränkel (1844–1921) – lekarz ginekolog, profesor Uniwersytetu Wrocławskiego, radny miejski, senior Rady Miejskiej w latach 1903-1919,
- Siegmund Fränkel (1855–1909) – orientalista, profesor Uniwersytetu Wrocławskiego,
- Wilhelm Salomon Freund (1831–1915) – adwokat, poseł do Reichstagu,
- Isidor Friedenthal (1812–1886) – kupiec, radca komercjalny,
- Jacob i Georg Gottstein – lekarze, profesorowie Uniwersytetu,
- Jacob Guttmann – rabin gminy,
- Siegfried Haber – starszy miasta,
- Arthur Hainauer – kupiec,
- Heinrich Heimann – bankier,
- Felix Hirschberg – radca prawny,
- Saul Chaim Horowitz – rabin, wykładowca Seminarium,
- Max, Meyer, Salomon, Julius, Robert Kauffmannowie – przemysłowcy,
- Friederike Kempner – pisarka,
- Leser Lazarus – rabin, dyrektor Seminarium,
- Israel Levy – radca sanitarny, kurator Fundacji Fraenckela,
- Otto Lewy – przemysłowiec, kupiec,
- Eugen Marck – bankier,
- Neustadt – rabin,
- Pinchas Ollendorff Paula – starsza gminy,
- Leopold, Felix Priebatschowie – wykładowcy,
- Fedor Pringsheim – bankier,
- Joseph Prinz – bankier, kurator Fundacji Fraenckela,
- Jacob Rosanes – matematyk, profesor Uniwersytetu,
- Ferdinand Rosenthal – rabin gminy, wykładowca Seminarium,
- David Rosin – rabin, wykładowca Seminarium,
- Eduard Sachs – starszy gminy,
- Erich Salomon, żołnierz zmarły w 1915 na froncie I wojny światowej[5], ojciec Eriki Bruck[6]
- Salo Schottländer – wydawca,
- Julius Schottländer – ziemianin,
- Paul Schottländer – mecenas nauki
- Benedict Zuckermann – wykładowca Seminarium, bibliotekarz.

Na murze cmentarnym znajduje się tablica, która upamiętnia śmierć 450 Żydów poległych w czasie I wojny światowej. Jest też symboliczna tablica nagrobna Pauli Ollendorff, która zmarła w Jerozolimie.

### Symbolika
Macewy na Starym Cmentarzu Żydowskim są bogato ozdobione. Wiele z nich posiada wyrzeźbione symbole, mówiące wiele na temat zmarłego. Najczęściej powtarzające się motywy to:
- złamane drzewo lub kwiat – nagła i niespodziewana śmierć
- dłonie kapłana wyrażające gest błogosławieństwa – symbol znajdujący się na grobach osób pełniących posługę w świątyni
- księga – pochowany był uczonym w piśmie, rabinem

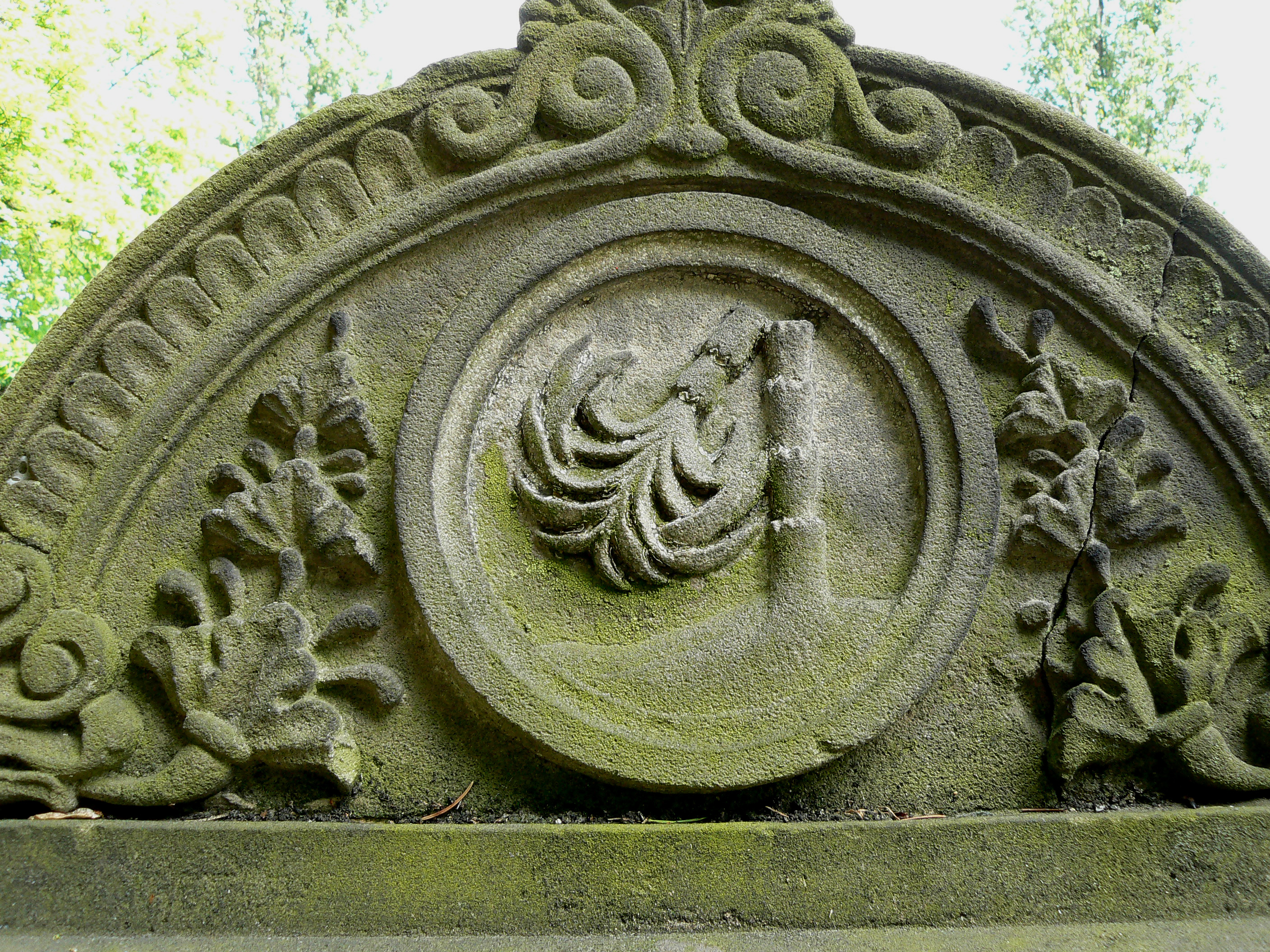
Symbol złamanego drzewa na macewie
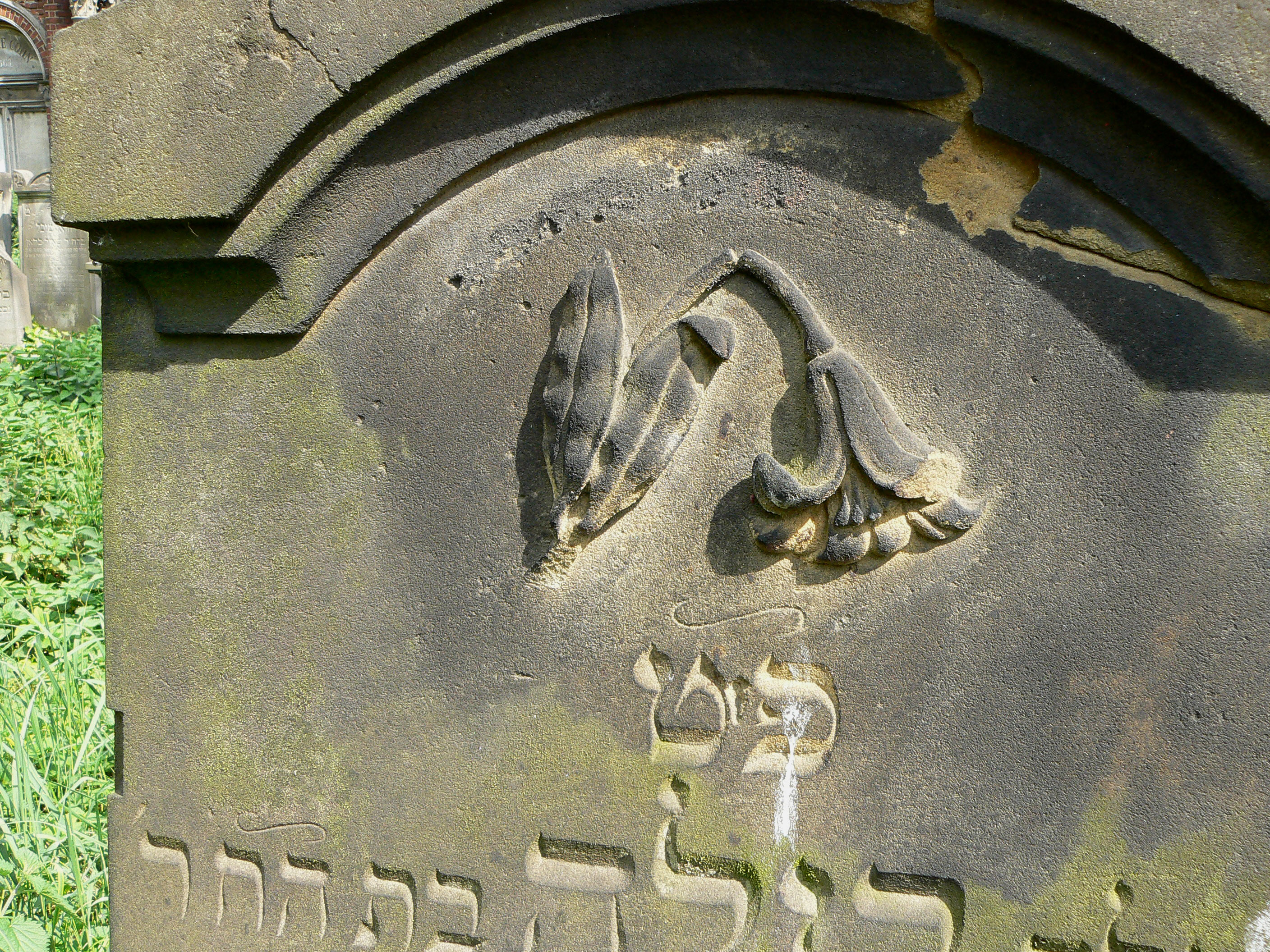
Symbol złamanego kwiatu
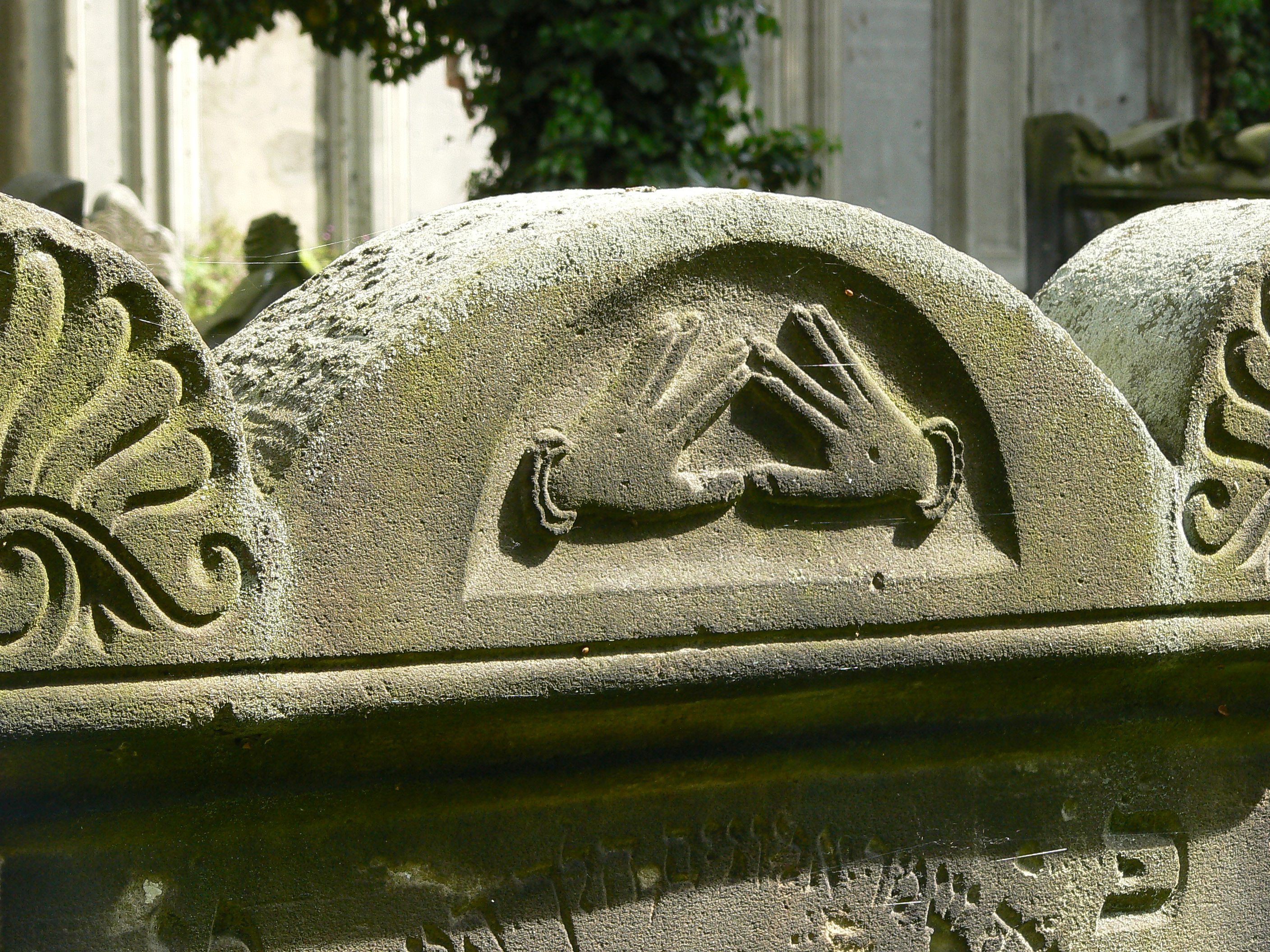
Symbol dłoni kapłana w geście błogosławieństwa
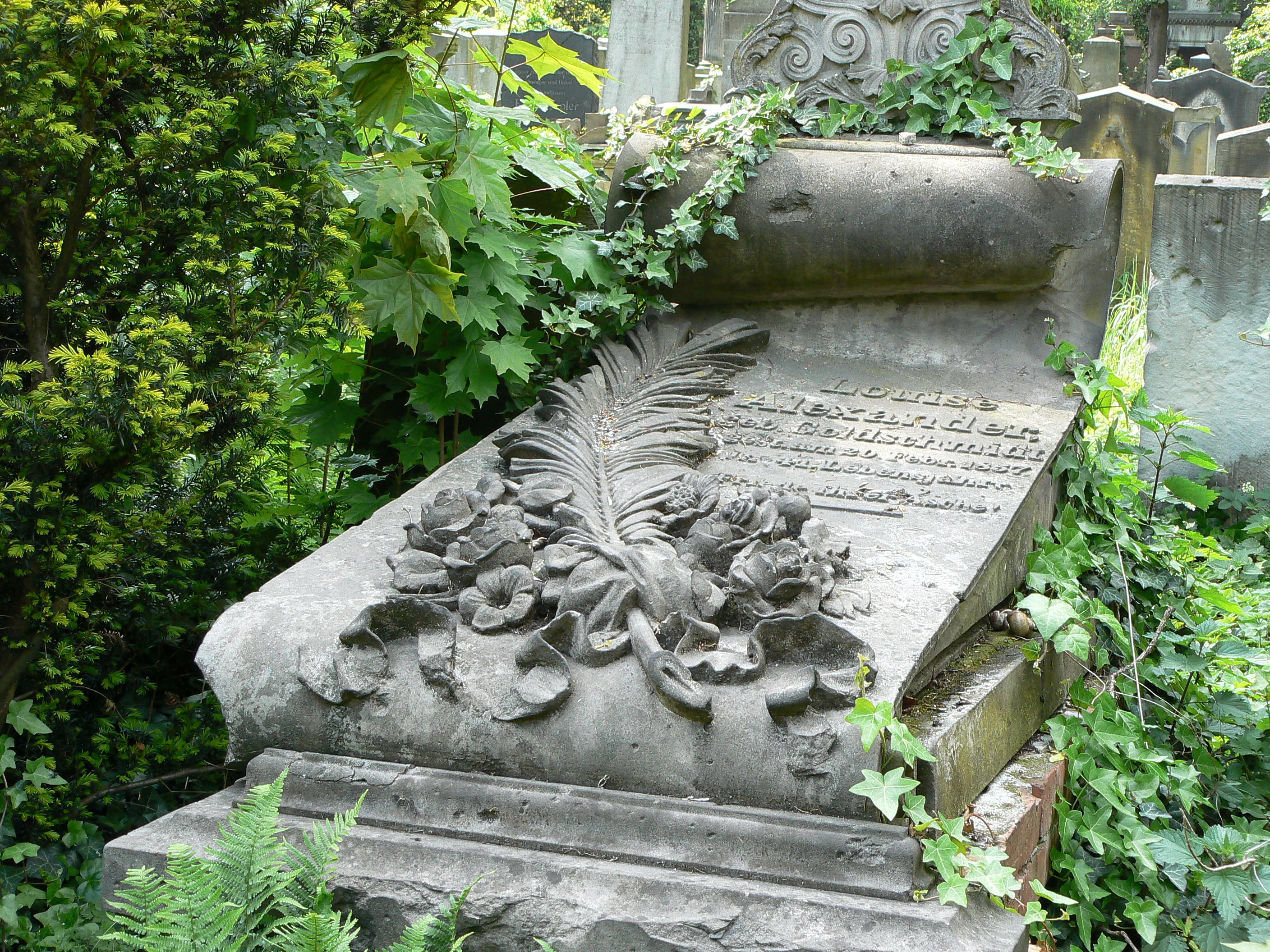
Róże, wykute na grobie
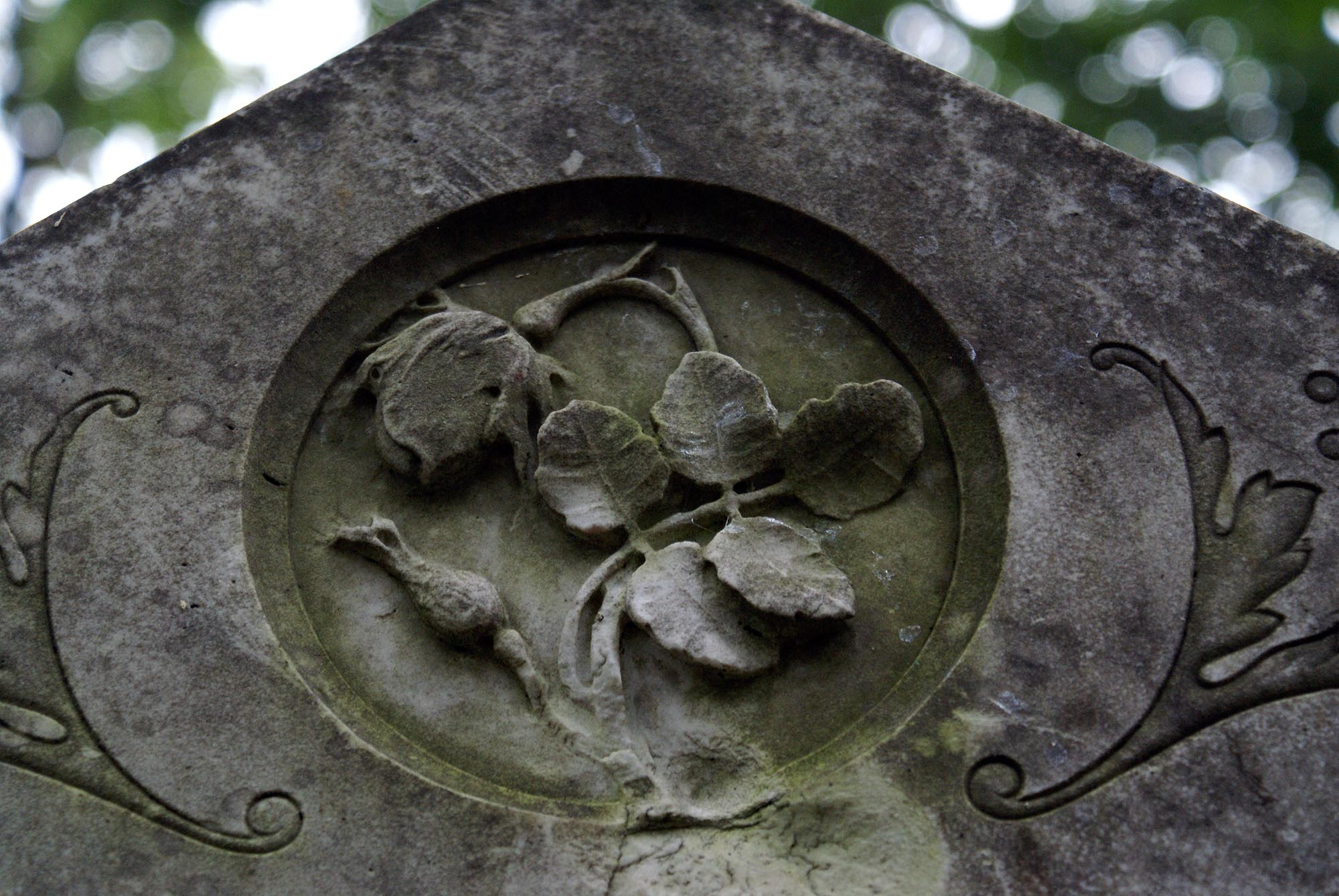
Złamana róża
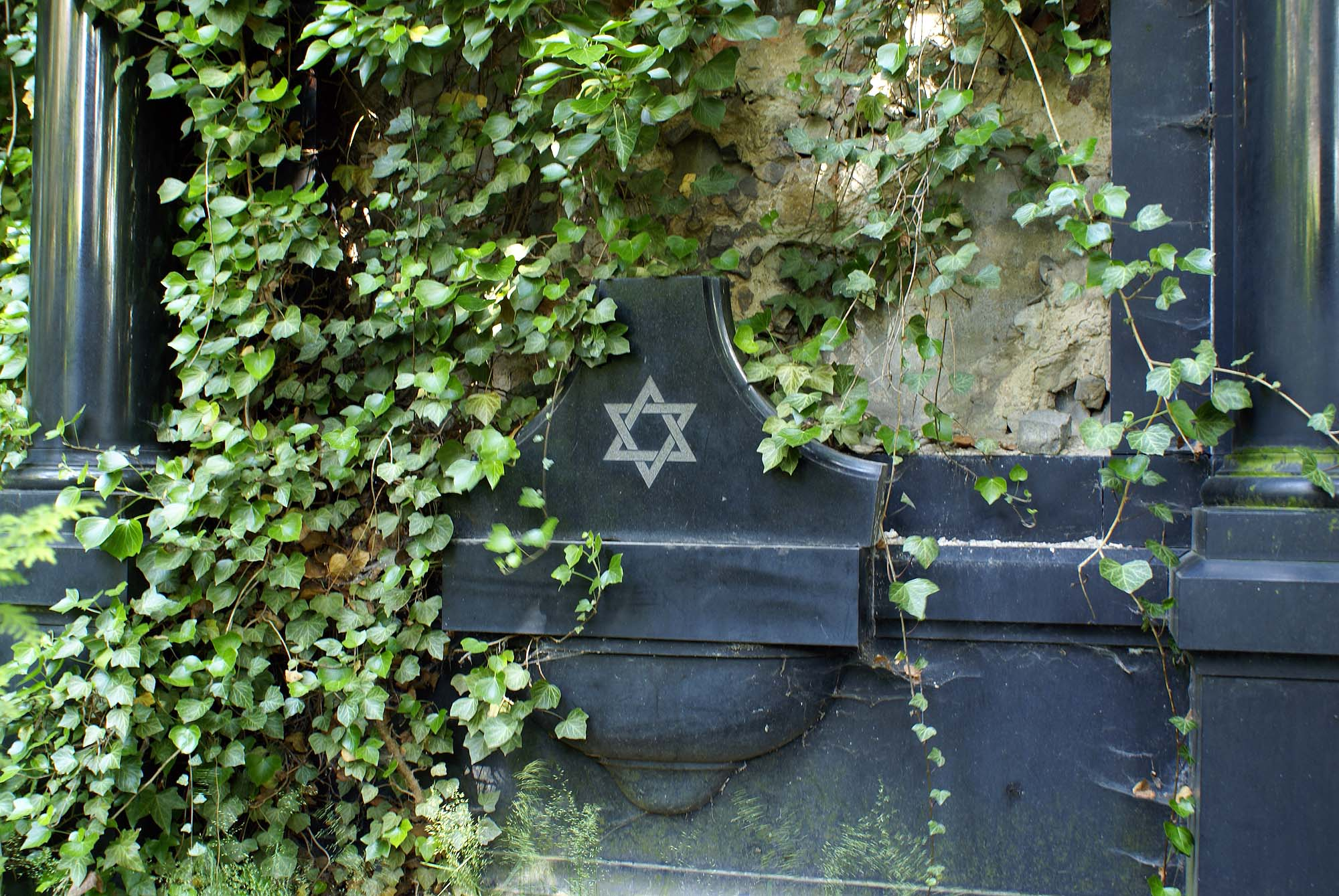
Gwiazda Dawida
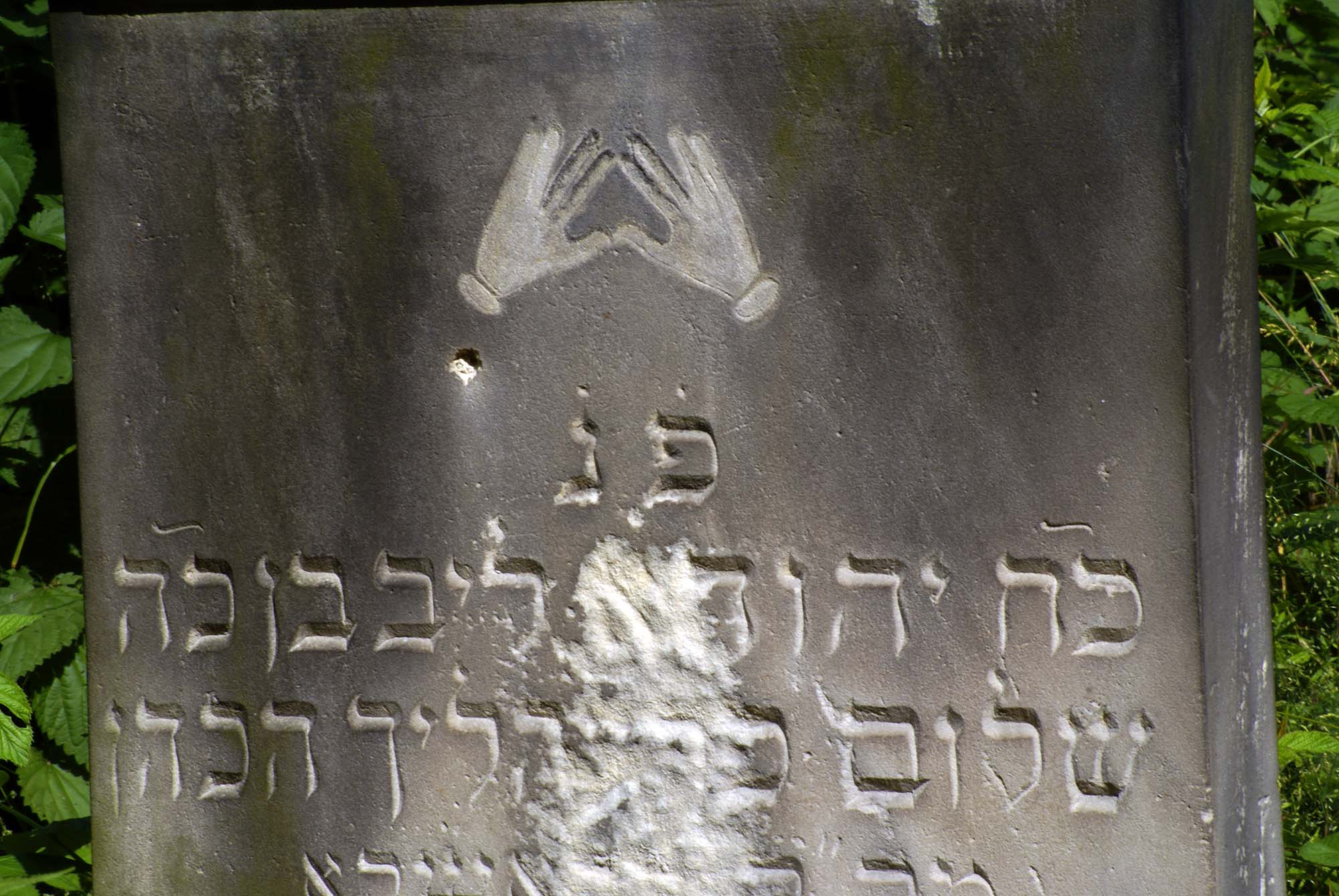
Ręce kapłana
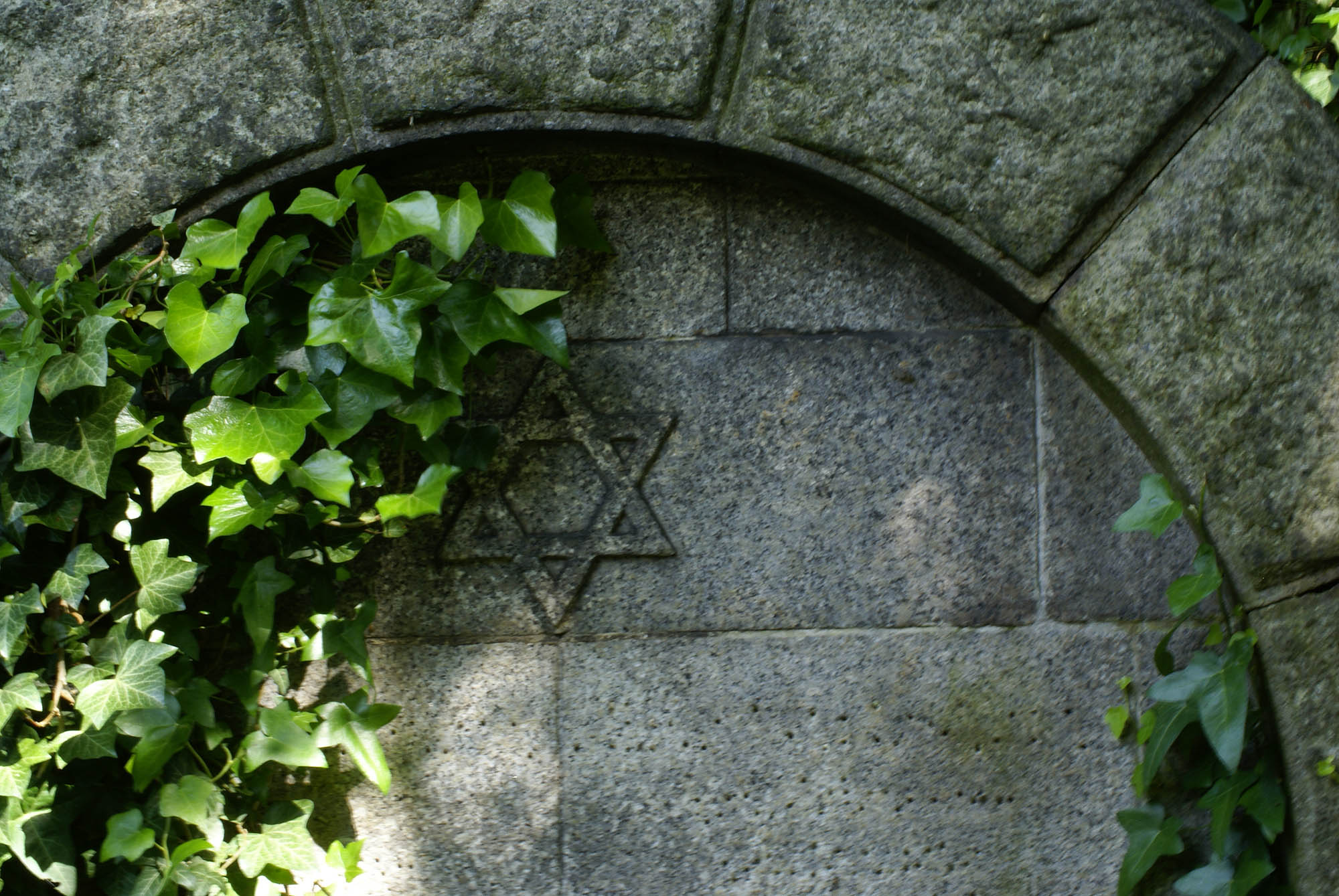
Gwiazda Dawida